# Verkehr in Thailand

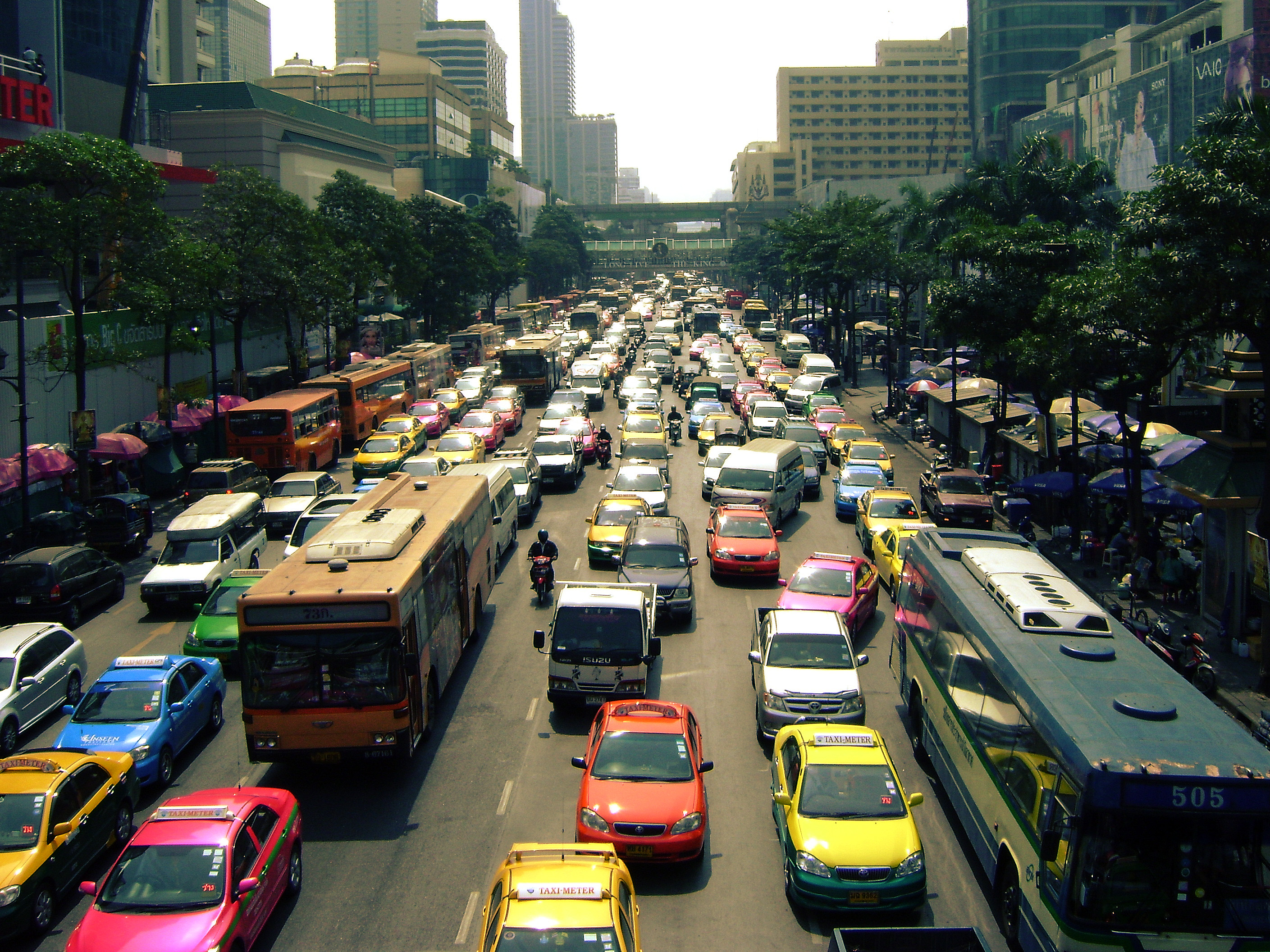
Typischer Feierabendverkehr in Bangkok (Siam Square)

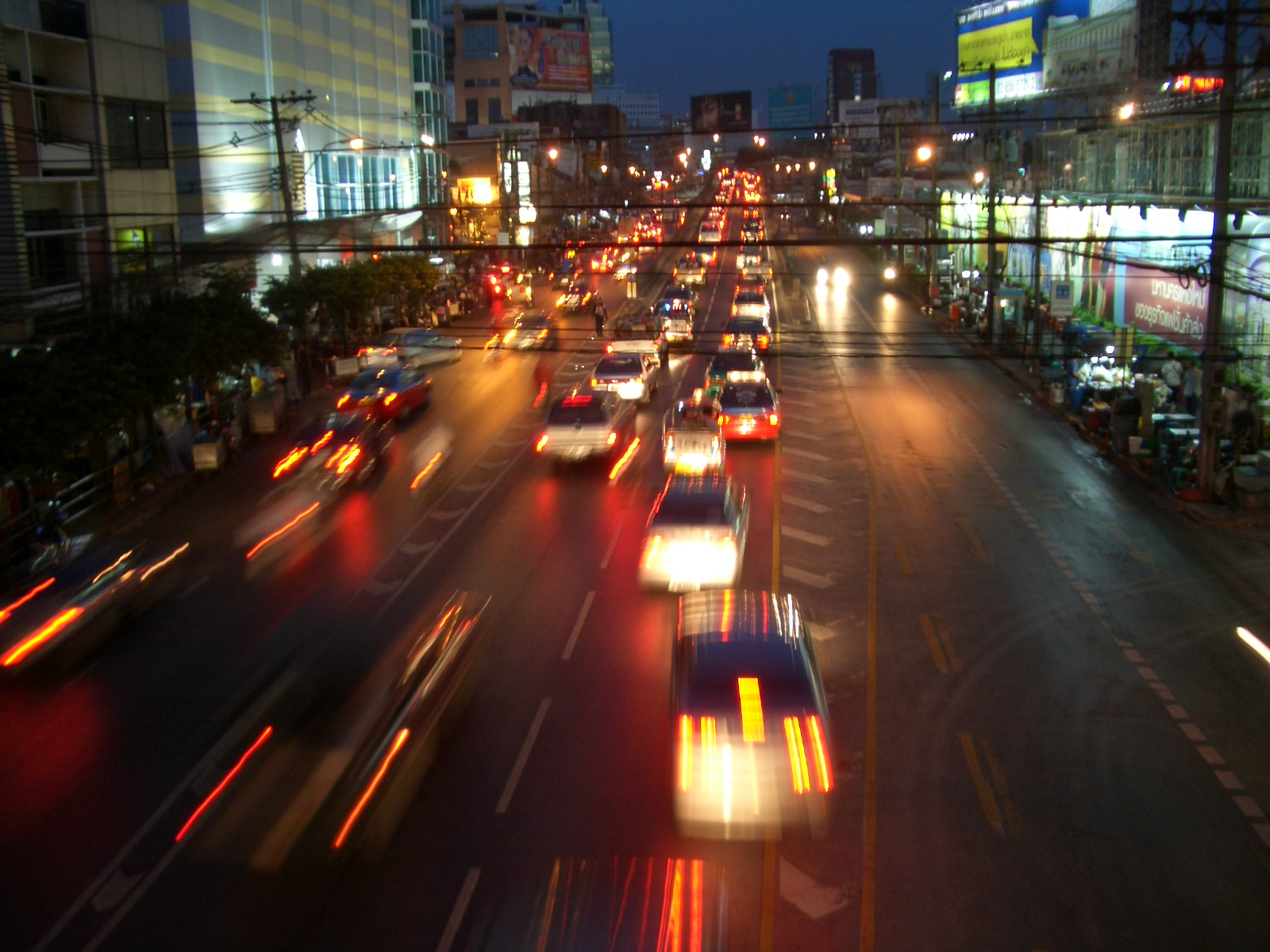
Nächtlicher Verkehr in Bangkok

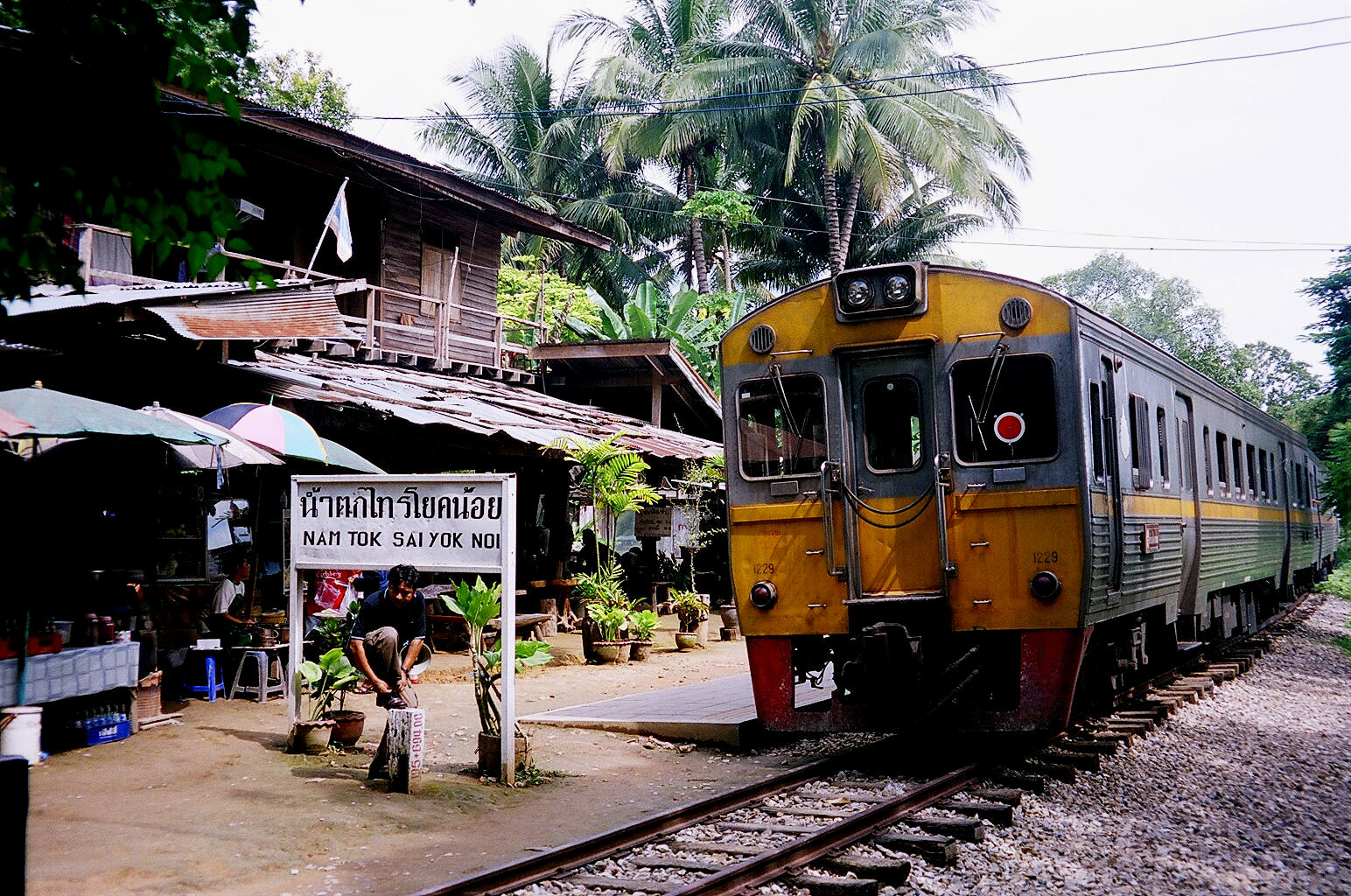
Bahnhof Nam Tok Sai Yok Noi im Amphoe Sai Yok (Thailand-Burma-Eisenbahn)

Der Verkehr in Thailand umfasst die Verkehrsinfrastruktur mit deren Verkehrsarten in Thailand.

## Straßenverkehr

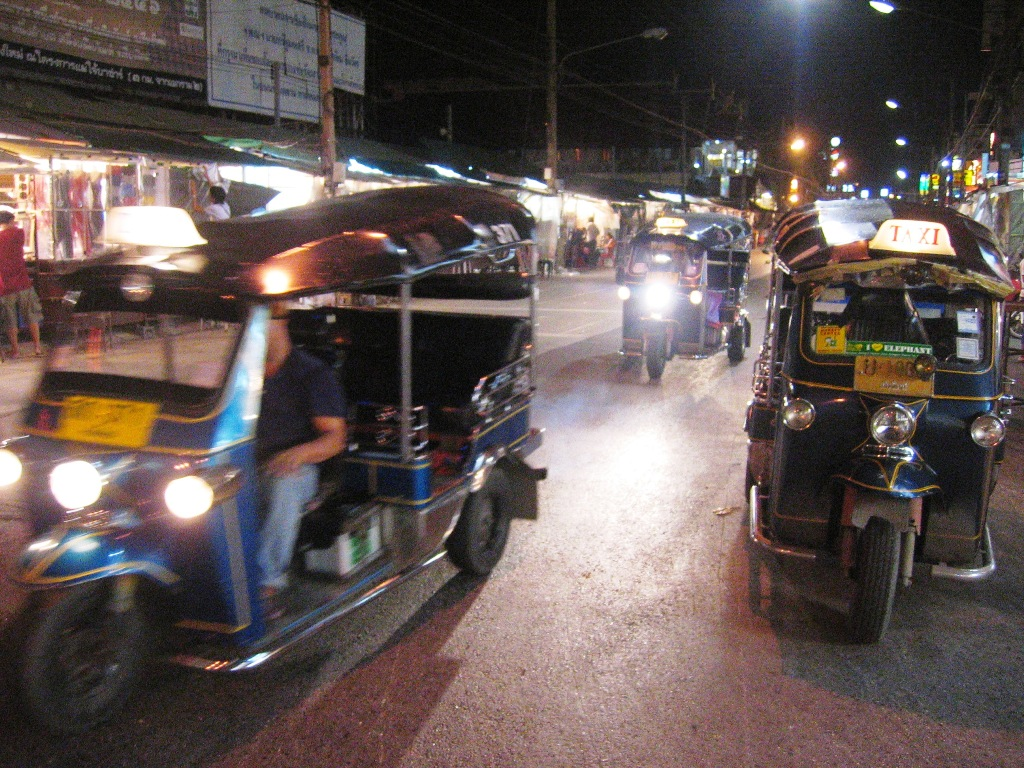
Tuk-Tuks gehören zum Straßenbild des thailändischen Verkehrs.

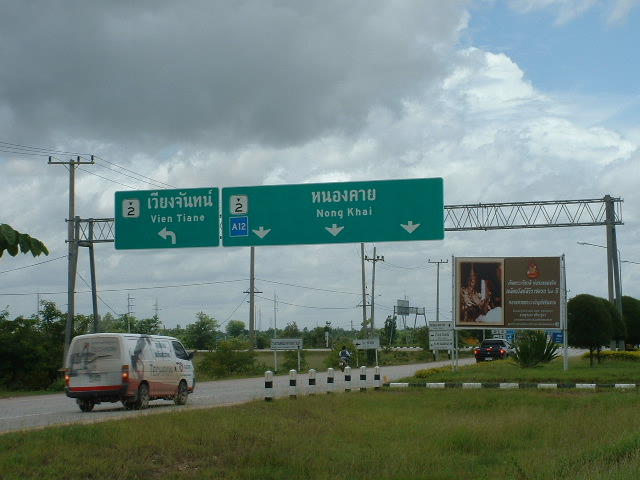
Mittraphap Highway in Nong Khai

Thailand verfügt über ein Straßennetz von bis 57.000 km, die zum größten Teil asphaltiert sind. Es ist seit 1960, als nur 7450 km existierten, stark angewachsen. Einen wichtigen Impuls für die Entwicklung des Straßennetzes gaben die Vereinigten Staaten, die zu jener Zeit dem Land für die Unterstützung im Vietnamkrieg massive Militärhilfe zahlten und u. a. dem Straßenbau zugutekamen. Es herrscht Linksverkehr.
Die Straßen lassen sich in fünf Kategorien einteilen:

### Trok
Die kleinste Einheit sind Pfade (oder Trok) die für den Straßenverkehr oft nicht passierbar sind und sich vornehmlich in den Außenbezirken der Städte finden.

### Soi

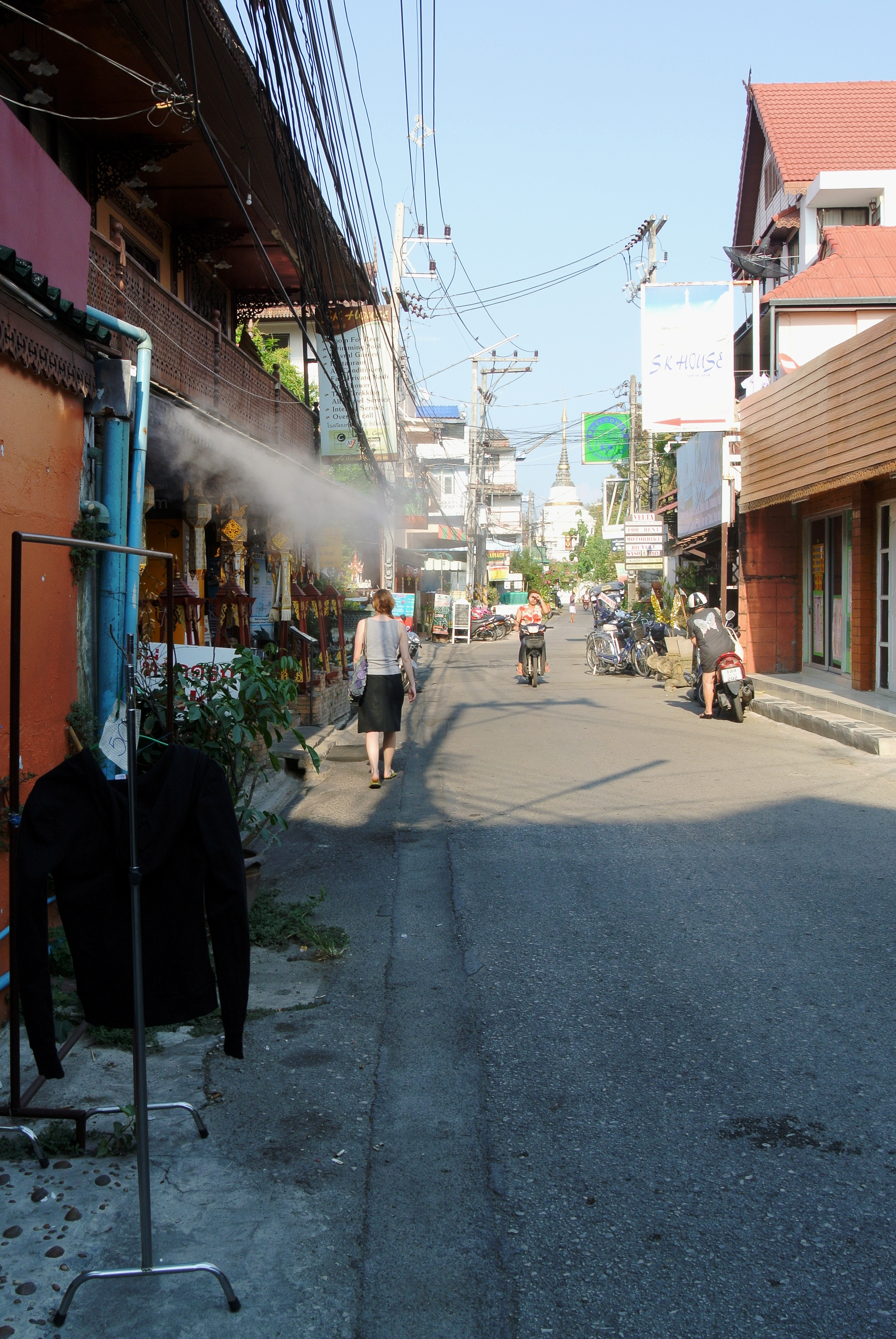
Ein Soi in Chiang Mai

Größere Straßen, auf denen Autoverkehr möglich ist, heißen Soi. Auch wenn sie breiter sind als die Trok, ist es häufig nicht möglich, dass zwei Fahrzeuge aneinander vorbeifahren können. Vor allem in ländlichen Gebieten sind sie eigentlich nicht für den Fahrzeugverkehr vorgesehen. Sois gelten nur als Seitenstraßen von Thanons und bekommen meist keinen eigenen Namen, sondern werden durchnummeriert, beispielsweise Sukhumvit Soi 16.

### Thanon

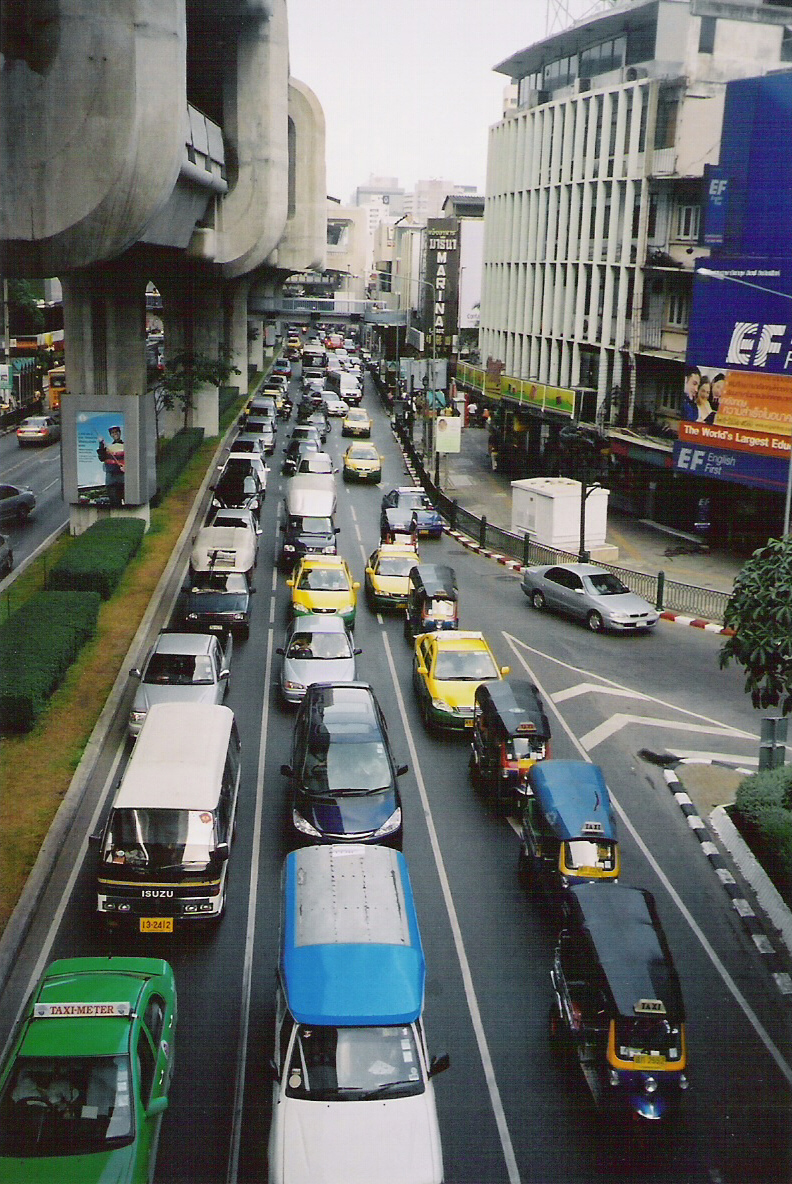
Thanon Rama I. in Bangkok

Die Hauptverbindungsstraßen werden Thanon genannt. Innerhalb der Städte haben Thanons einen Namen; die wichtigsten Verbindungsstraßen, die innerhalb der Provinzen und zwischen ihnen bestehen, sind nummeriert. Die Hauptverbindungsstraßen werden von den lokalen Behörden unterhalten, die auf Provinz-Niveau durch die Provinzverwaltungen vertreten sind. Die Qualität der Fahrbahn und die Straßenbreite können sich daher an der Grenze zu einer anderen Provinz ändern. Die Provinz Suphanburi ist landesweit dafür bekannt, dass die dortigen Politiker viel Geld in das Straßennetz der Provinz und der Stadt investiert haben.

### Schnellstraßen
Schnellstraßen sind breiter als die Thanon. Sie bilden die wichtigsten Transportachsen des Landes. Wie auch bei der Eisenbahn lassen sich vier Hauptverbindungen unterscheiden, nach Norden, Nordosten, Osten und Süden. Fast alle Verbindungen kommen in Bangkok zusammen und sind nummeriert. Die Schnellstraßen Thailands sind vergleichbar mit den in Großbritannien üblichen „Dual Carriageway“. Der gesamte Verkehr kann überall auf die Straße gelangen und sie wieder verlassen, es gibt keine gesonderten Ein- und Ausfahrten. In der Regel haben sie zwei, teilweise aber auch drei oder vier Fahrstreifen je Richtung.

### Autobahnen
Derzeit gibt es zwei Autobahnen in Thailand: von Bangkok Richtung Osten (Motorway 7) und eine Ringautobahn (Motorway 9) um Bangkok herum. In Bangkok und Umgebung gibt es zudem Hochstraßen, sogenannte Expressways, für die eine Maut bezahlt werden muss. Sie führen über das ebenerdige Straßensystem und sind unseren Autobahnen insofern vergleichbar, als es gesonderte Ein- und Ausfahrten gibt und Ampeln fehlen; ebenso ist ein Wechsel der Fahrtrichtung nicht möglich.
Weitere Autobahnen sind geplant und im Bau.

### Höchstgeschwindigkeit
Die offizielle Höchstgeschwindigkeit innerhalb von Ortschaften beträgt 50 km/h, außerhalb 90 km/h. Auf den Hochstraßen beträgt die Höchstgeschwindigkeit 80 bis 120 km/h, auf der Autobahn 120 km/h.

## Öffentlicher Straßenpersonenverkehr
Der größte Teil des öffentlichen Personenverkehrs in Thailand wird mit Bussen durchgeführt. Trotz der langen Reisezeiten befördern die Buslinien den größten Teil der Reisenden zwischen den Provinzen. Seit 2004 spüren sie jedoch auch die Konkurrenz der neuen Billigfluggesellschaften, deren Preis kaum über denen der Busse liegen.

### Bus
Die Buslinien können grob in zwei Gruppen eingeteilt werden: die staatlichen Busse, die zwischen den und innerhalb der Provinzen und in den Städten verkehren, und deren private Konkurrenz. Bangkok ist der wichtigste Verknüpfungspunkt für die interprovinziale Linien. Die Busse verkehren hier von drei wichtigen Busbahnhöfen: Morchit (Thai: สถานีขนส่ง หมอชิต – Kamphaengphet 2 Rd, Richtung Zentral-, Nord- und Nordostthailand), Ekamai (Thai: สถานีขนส่ง เอกมัย – Sukhumvit Rd, Richtung Osten) und Sai Tai (Thai: สถานีขนส่ง สายใต้ใหม่ – Boromarat Chonnani Rd., Richtung Westen und Süden).

### Staatliche Verbindungen zwischen den Provinzen
Die Borisat Khon Song (Thai: บริษัท ขนส่ง จำกัด, englischsprachige Bezeichnung The Transport Company Ltd., nach den thailändischen Anfangsbuchstaben kurz Baw Kaw Saw genannt) besorgen den Verkehr zwischen den Provinzen. Es gibt in beinahe jedem Ort über 10.000 Einwohnern eine Haltestelle, die von einer Grasfläche bis zu einem großen Busbahnhof reichen kann. Die roten (ohne Klimaanlage) und blauweißen (mit Klimaanlage) Busse verkehren regelmäßig. Sie fahren meist zu festen Zeiten und sind reservierbar, seit 2006 auch online. Sie sind gut gewartet und haben einen ausreichenden Sitzabstand. Auf langen Strecken werden Zwischenstopps eingelegt, auf denen mittels der im Preis inbegriffenen Coupons Mahlzeiten erhältlich sind. Die Transport Co. Ltd. besitzt rund 900 eigene Busse, die hauptsächlich mit der wohlklingenden Bezeichnung VIP (engl.: very important persons = sehr wichtige Personen) versehen sind.
Vertragspartner der Transport Co. in Form von Privatunternehmen betreiben rund 8500 Busse. Es gibt vier verschiedene Klassen von Bussen die durch folgende Merkmale unterschieden werden können:
- 24 Sitzplätze mit drei Sitzen in der Breite – Bezeichnung V.I.P. Sie sind gekennzeichnet durch einen rosa Zierstreifen rund um das Fahrzeug. Es befinden sich immer mindestens zwei Fahrer an Bord, die nach rund der Hälfte der Fahrt einander ablösen. Es wird ein Stopp eingelegt, um sich zu verpflegen. Bordtoilette gehört zum Standard.
- 32 Sitzplätze mit vier Sitzen in der Breite – Bezeichnung Spezial (Thai: พิเศษ), manchmal auch V.I.P. Sie haben einen blauen, meist zusätzlich einen gelben Zierstreifen. Vom Service sind sie gleich wie die 24 Plätzer, haben jedoch vier Sitze in der Breite.
- 40–44 Sitzplätze – Bezeichnung 1. Klasse. Sie haben einen blauen Zierstreifen. Toilette gehört zum Standard. Halt wird an einigen großen Stationen gemacht. Verpflegung oder Snack bei längeren Strecken (ab 200 km) inklusive.
- 48–60 Sitzplätzen – Bezeichnung 2. Klasse. Sie haben einen orangen Zierstreifen. Sie halten überall, wo ein Fahrgast ein- oder aussteigen will und bedienen fast jeden Busbahnhof in der Provinz. Es herrscht große Konkurrenz zwischen diesen Bussen, da die Fahrer ihr Geld pro Passagier verdienen, und dies bei einem niedrigen Grundlohn.

Die V.I.P. Busse sind sehr empfehlenswert und komfortabel, da fast nur noch moderne Fahrzeuge dafür eingesetzt werden (Chassis der Marken MAN, Scania, Mercedes-Benz und Volvo). Die Preise sind für Touristen erschwinglich.
Alle Busse, die für die Transport Co. fahren, müssen einen Teil des Fahrzeugs in blau halten und haben auf der Seitenwand die Liniennummer aufgespritzt inkl. Fahrzeugnummer.

Beispiele:
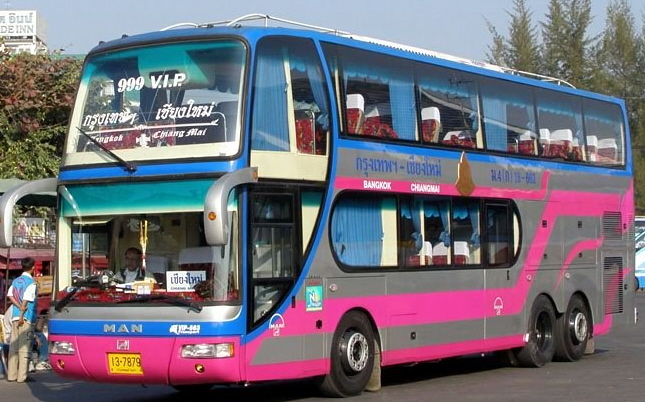
V.I.P.-Bus (MAN Doppelstöcker Bus Baujahr 2006)
V.I.P. Bus (Mercedes-Benz, Baujahre 1997–2002)
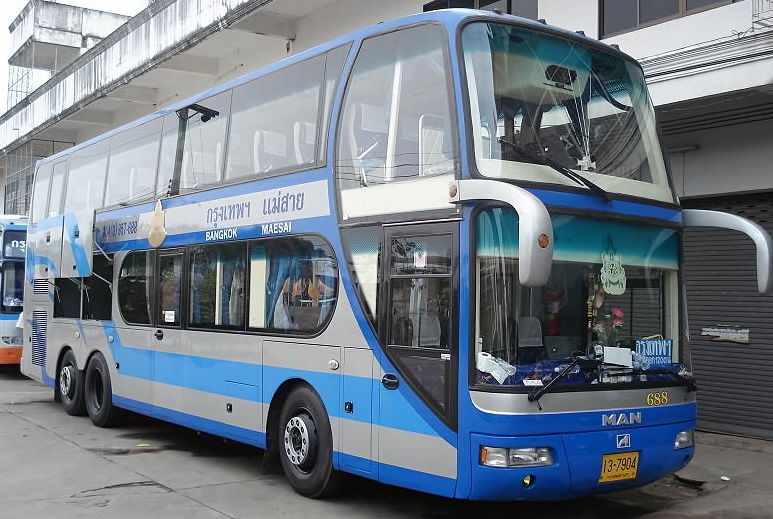
„1. Klasse“ (MAN, Baujahr 2006)
„2. Klasse“ (Mercedes-Benz, Baujahre 2002–2006)

### Private Verbindungen zwischen den Provinzen
Sie verkehren im Allgemeinen auf den gleichen Linien wie die staatlichen Busse und müssen je nach Kategorie dieselben Farbkombinationen tragen wie die Staatlichen. Ihr Design kann variieren.
Die Preise sind für alle Linien gleich, unabhängig vom Unternehmen, da sie von der Transport Co. festgelegt werden.

#### Taxis
Taxis im eigentlichen Sinne gibt es in Bangkok, Phuket, Samui, Pattaya, Khon Kaen und Chiang Mai. In den meisten anderen Orten gibt es stattdessen Tuk Tuks, Songthaews (einem Linienverkehr ähnlich) und/oder Motorradtaxis. Fahrpreise müssen im Voraus vereinbart werden, nur für Songthaews sind sie vorgegeben.

## Eisenbahn

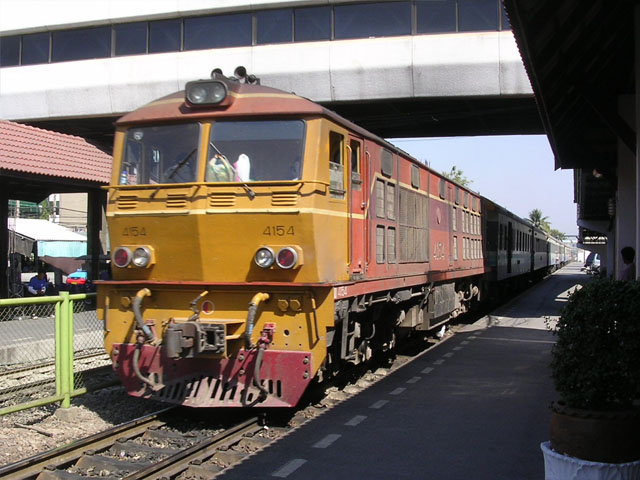
Ein Zug der SRT

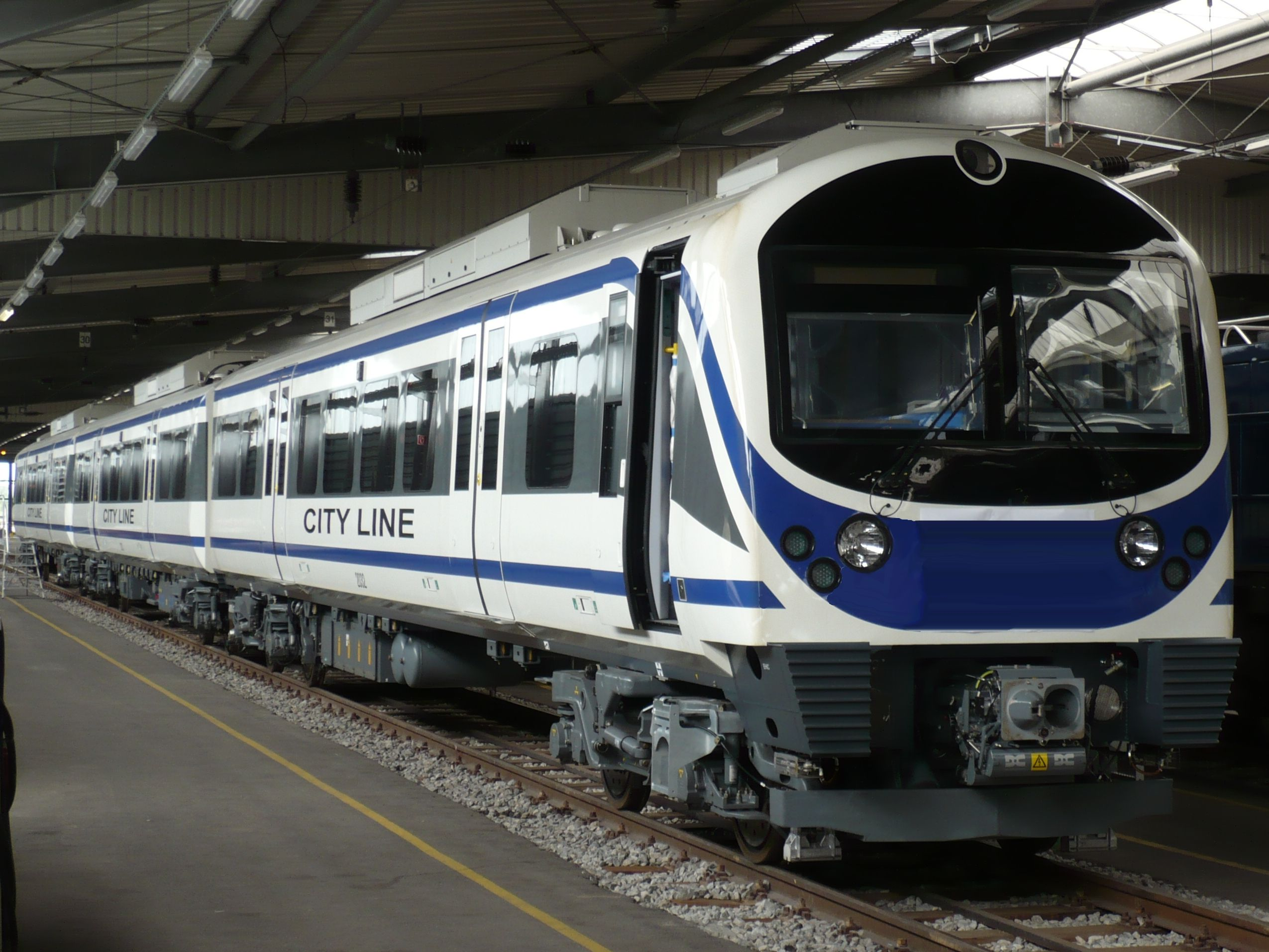
Suvarnabhumi Airport Rail Link

### Züge
Das einzige Eisenbahnunternehmen Thailands, das zugleich auch verantwortlich ist für die Infrastruktur und die Unterhaltung, ist die staatliche State Railway of Thailand (kurz: „SRT“, Thai: การรถไฟแห่งประเทศไทย).
Das Bahnnetz besteht aus vier Hauptstrecken mit verschiedenen Abzweigungen. Eine Hauptstrecke führt nach Norden (nach Chiang Mai), eine nach Nordosten (Endstationen in Nong Khai bzw. Vientiane in Laos sowie Ubon Ratchathani), eine nach Osten (nach Aranyaprathet) und an der Grenze zu Kambodscha sowie eine nach Süden. Letztere teilt sich bei Hat Yai in eine östliche Strecke nach Su-ngai Kolok und eine westliche Strecke nach Padang Besar auf. Hier findet auch der grenzüberschreitende Eisenbahnverkehr nach Malaysia statt.
In jede Richtung verkehren mindestens zwei Züge täglich. Es gibt drei Klassen, die meisten Züge führen aber nur die 2. und 3. Klasse. Vor allem in der 3. Klasse ist die Reise billiger als im Bus. Da die Höchstgeschwindigkeit auf den Meterspurstrecken bei etwa 90 km/h liegt, dauert die Reise oft länger als mit dem Bus. Eingesetzt werden meist moderne Dieselzüge.
Der wichtigste Bahnhof, von dem nahezu alle Züge auf diesen Strecken abfuhren, war der Bahnhof Hua Lamphong in Bangkok. In Verbindung mit den SRT Red Lines, einem Vorortbahnsystem in Bangkok, wurde der bisherige Hauptbahnhof durch den neuen Hauptbahnhof, Krung Thep Aphiwat Central Terminal, ersetzt.
Der Suvarnabhumi Airport Rail Link ist eine Stadtbahn im Öffentlichen Personennahverkehr, welche den Flughafen Bangkok-Suvarnabhumi mit der Innenstadt Bangkoks verbindet. Betreiber ist die staatliche Eisenbahngesellschaft Thailands, die State Railway of Thailand (SRT). Die offizielle Eröffnung fand am 5. Dezember 2009 statt. Am 23. August 2010 wurde der normale, kostenpflichtige Fahrgastbetrieb aufgenommen.

### Metro

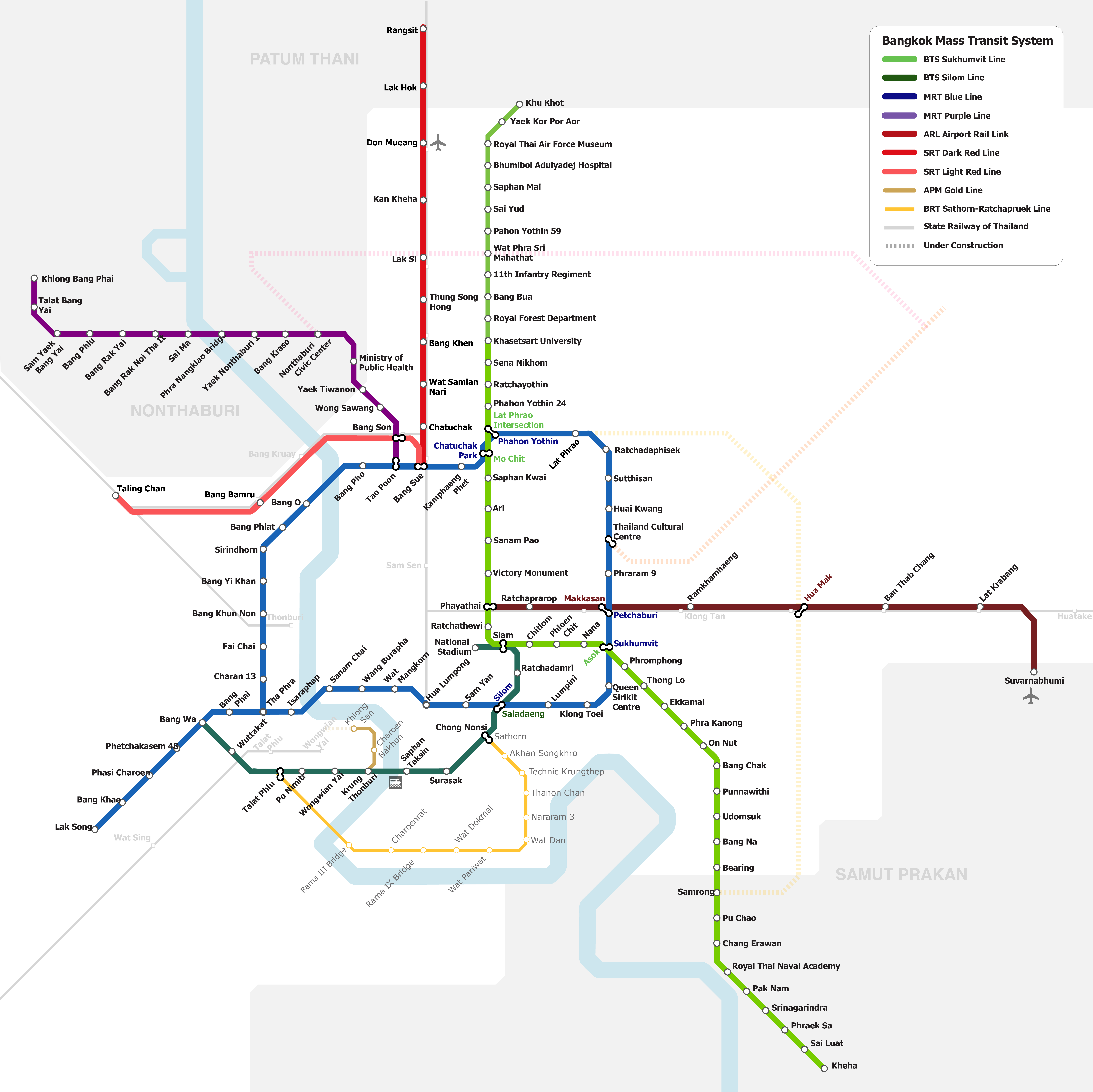
Netzplan des Bangkok Skytrain, der Bangkok Metro und des Suvarnabhumi Airport Link (Stand: Dezember 2019)

In der Hauptstadt Bangkok gibt es zwei Systeme, nämlich den ausschließlich oberirdischen Bangkok Skytrain und die ober- und unterirdische Bangkok Metro. Beide Systeme arbeiten unabhängig voneinander, es gibt aber Umsteigemöglichkeiten innerhalb und zwischen den Systemen.
In Chiang Mai und Hat Yai waren Nahverkehrssysteme auf der Basis des Skytrains in Planung. Diese Pläne wurden zwischenzeitlich verworfen, stattdessen soll ab 2021 eine Straßenbahn oder Stadtbahn in Chiang Mai gebaut werden; in Hat Yai ist eine Monorail geplant.

## Wasserstraßenverkehr

### Wasserstraßen
In Thailand wird für den Gütertransport nur wenig Gebrauch von Wasserstraßen gemacht, insbesondere beim gut ausgebauten Straßennetz Zentralthailands. An einigen Orten, ebenfalls vorwiegend in Zentralthailand, findet jedoch einiger Personenverkehr auf dem Wasser statt.

#### Wichtige Flüsse
Der größte Fluss Thailands ist der Mekong, andere wichtige Flüsse sind:

##### Zentralthailand

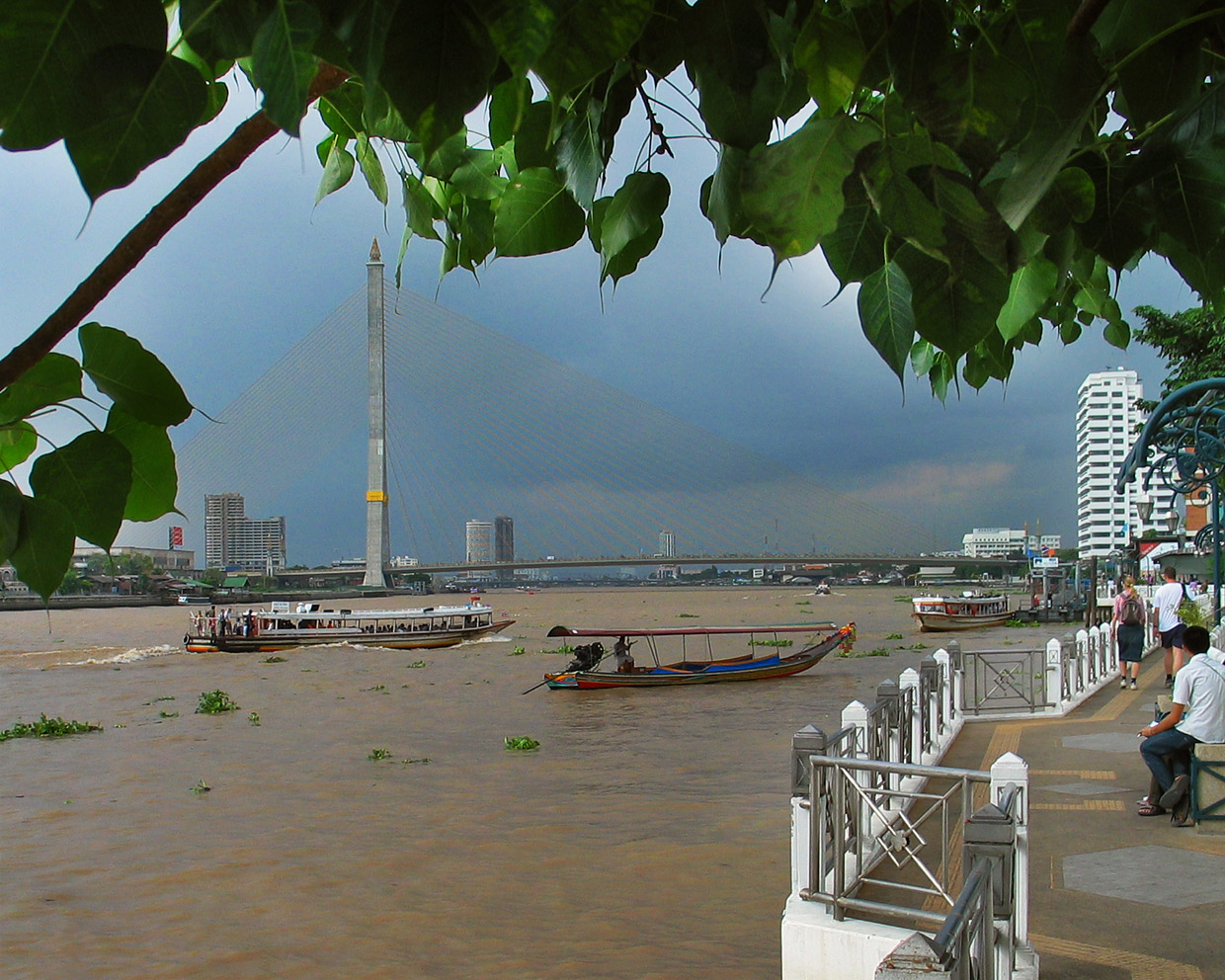
Verkehr auf dem Chao Phraya in Bangkok

- Mae Nam Chao Phraya (365 km), mündet in den Golf von Thailand
- Mae Nam Bang Pakong (294 km), mündet in den Golf von Thailand
- Mae Nam Mae Klong (140 km), mündet in den Golf von Thailand

##### Nordostthailand
- Mae Nam Mun (673 km), mündet in den Mekong
- Mae Nam Chi (442 km), mündet in den Mun

##### Nordthailand
- Mae Nam Kok (285 km), mündet in den Mekong
- Mae Nam Pa Sak (513 km), mündet in den Chao Phraya
- Mae Nam Nan (627 km), mündet in den Chao Phraya
- Mae Nam Ping (590 km), mündet in den Chao Phraya

##### Südthailand
- Mae Nam Pattani (214 km), mündet in den Golf von Thailand

### Häfen
Bangkok, Laem Chabang, Sattahip, Phuket und Pattani.

## Pipelines
Es wird nur wenig Gebrauch vom Transport durch Pipelines gemacht. Die Regierung hat Pläne veröffentlicht, ein Netz von Pipelines über den Isthmus von Kra anzulegen, damit Tankschiffe auf der Seite zur Andamanensee anlegen und Erdöl über die Rohrleitungen auf die andere Seite zu Schiffen im Golf von Thailand pumpen können. Dies soll den Erdöltransport vom Mittleren Osten nach Japan und Südkorea um einige Tage verkürzen. Das Projekt trägt den Namen Landbrücke.

## Luftfahrt
Der Luftverkehr in Thailand ist seit Beginn des 21. Jahrhunderts aufgrund der Freigabe der Inlandsflugrechte zur Stützung des Tourismus stark gestiegen. Eine große Zahl neuer Luftfahrtgesellschaften ist entstanden, jedoch auch wieder verschwunden, darunter auch eine Anzahl Billigfluggesellschaften.

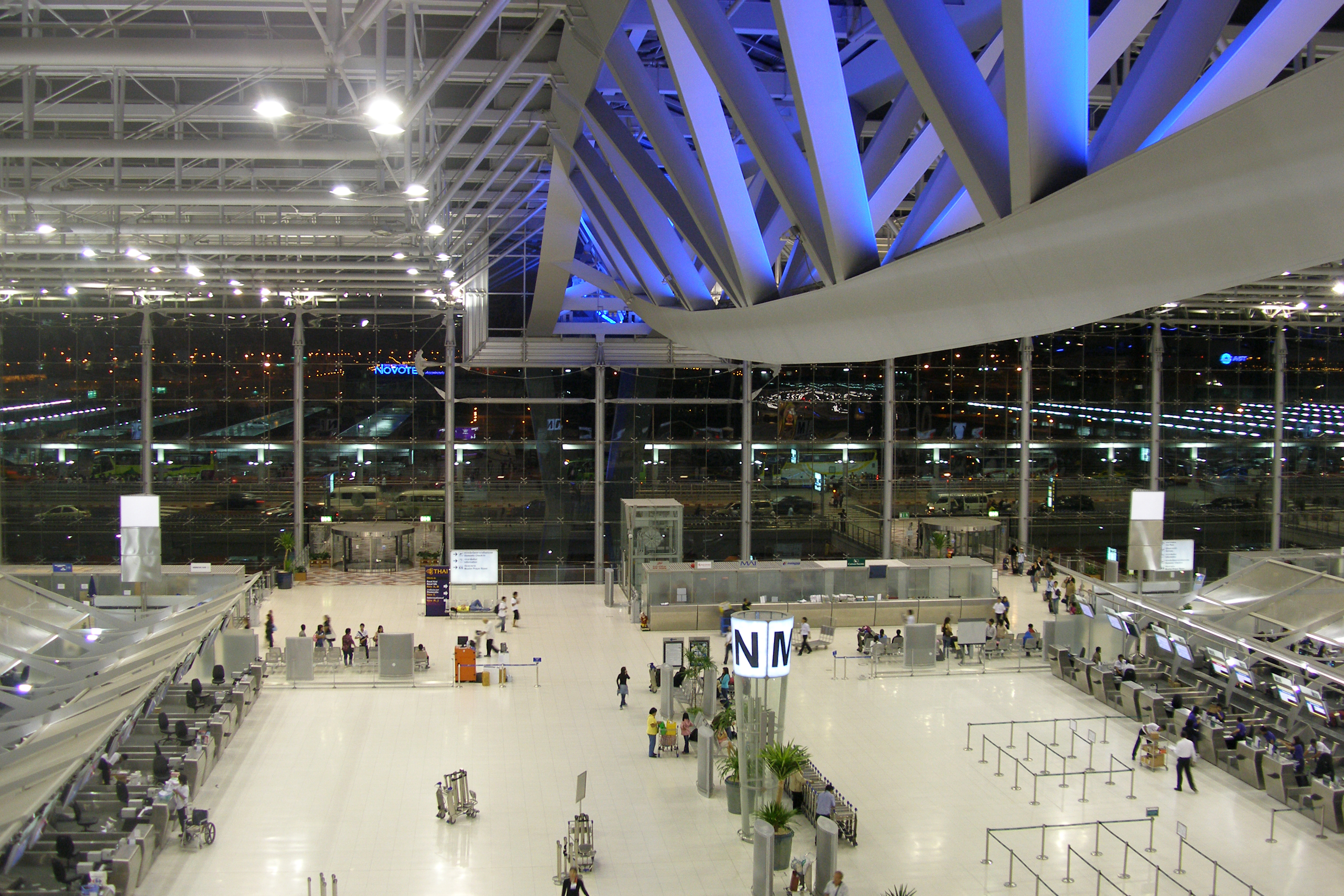
Suvarnabhumi Airport

### Flughäfen
Der internationale Großflughafen von Thailand ist seit Oktober 2006 der Flughafen Bangkok-Suvarnabhumi, hier starten und landen fast alle großen internationalen Fluggesellschaften. Er liegt südöstlich der Hauptstadt Bangkok in der Provinz Samut Prakan. Zuvor war der Flughafen Don Mueang nördlich von Bangkok an seiner Kapazitätsgrenze angelangt. Dieser wird entgegen den ersten Plänen weiter betrieben und überwiegend von Billigfluggesellschaften angeflogen.

#### Weitere wichtige Flughäfen

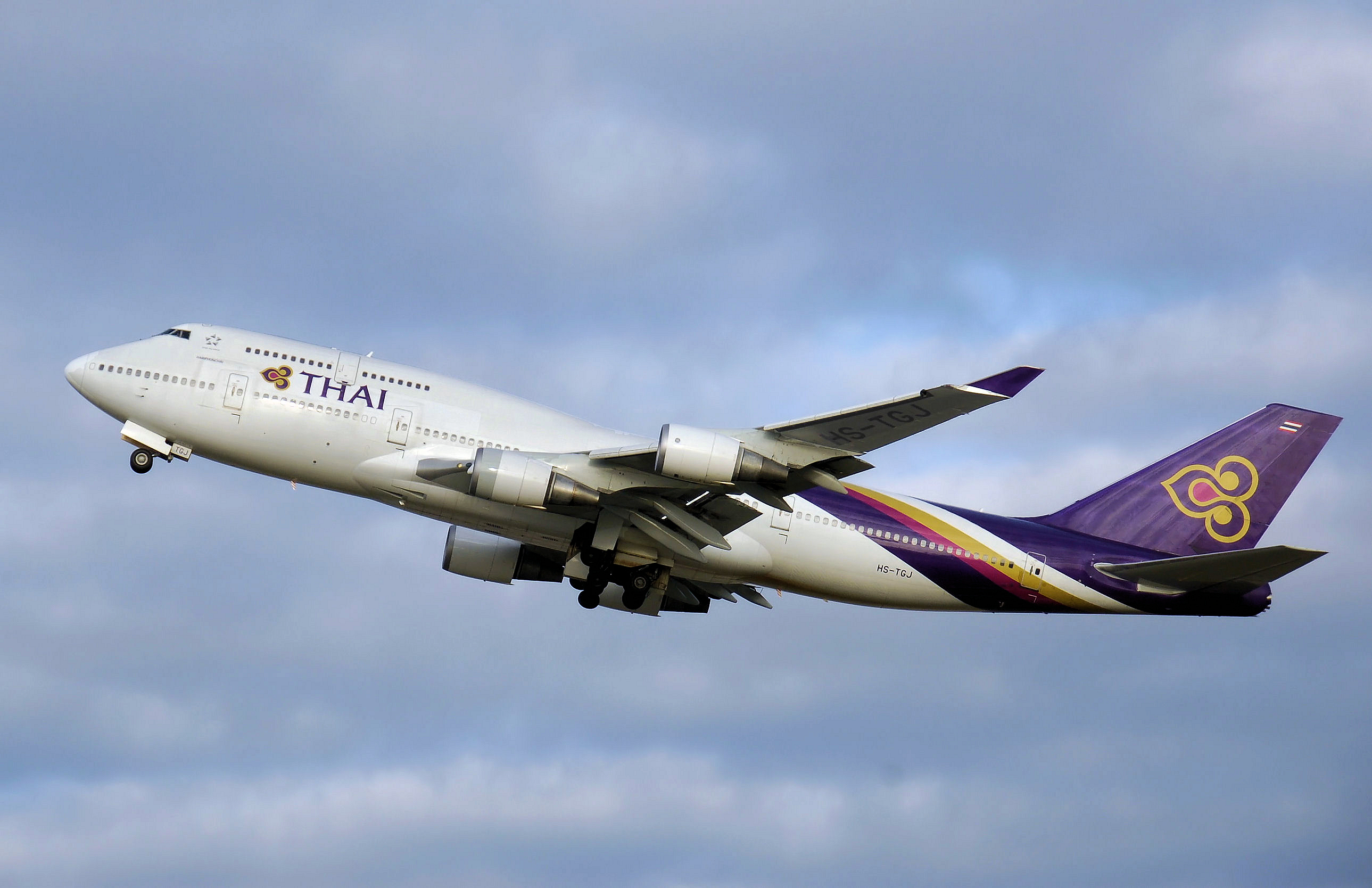
Boeing 747 von Thai Airways

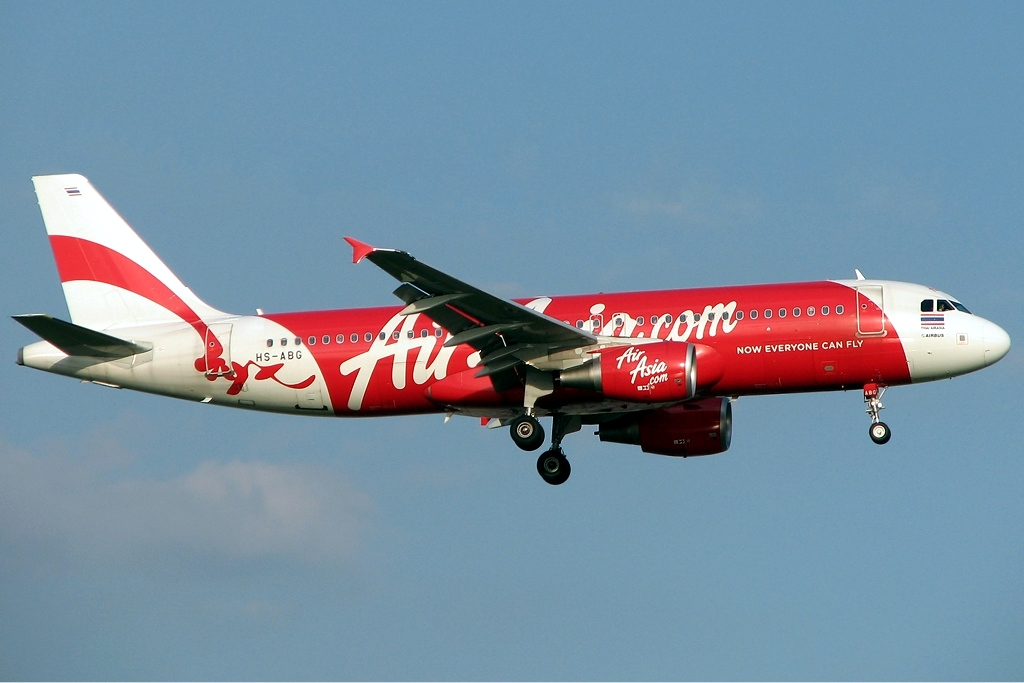
Airbus A320 von Thai AirAsia

- Flughafen Chiang Mai
- Flughafen Chiang Rai
- Flughafen Hat Yai
- Flughafen Khon Kaen
- Flughafen Krabi
- Flughafen Phuket
- Flughafen Ko Samui
- Flughafen Surat Thani
- Flughafen Ubon Ratchathani
- Flughafen Udon Thani
- Flughafen U-Tapao

### Fluggesellschaften
In Thailand gibt es einige Fluggesellschaften. Die größte ist die staatliche Fluggesellschaft Thai Airways, die überwiegend internationale jedoch auch inländische Flüge durchführt. Da seit 2004 mehrere Billigfluggesellschaften den Betrieb in Thailand aufgenommen haben, sind die Inlandsflugpreise drastisch zurückgegangen. Auf einigen Strecken liegen die Preise kaum höher als die der Busgesellschaften.

#### Wichtige Fluggesellschaften
- Thai Airways – staatliche Fluggesellschaft
- Bangkok Airways – größte private Fluggesellschaft.
- Thai AirAsia – größte Billigfluggesellschaft

#### Weitere private Fluggesellschaften
- Nok Air
- Thai Lion Air
- Thai Smile Airways
- Thai Vietjet Air
- Air People International
- K-Mile Air